# 名取忠愛

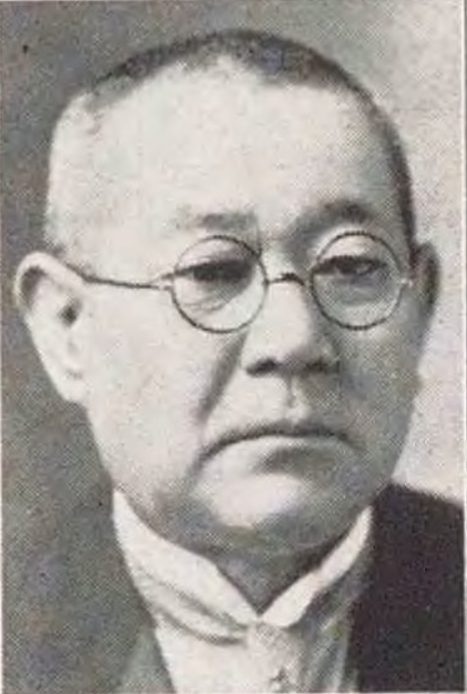
名取忠愛

名取 忠愛（なとり ちゅうあい / ただよし、1866年11月25日（慶応2年10月19日）- 1948年（昭和23年）8月21日）は、明治後期から昭和前期の政治家・実業家・名望家・歌人。貴族院議員、甲府市長（官選第10・12代）。号は楓園。

## 略歴
甲斐国甲府山田町（現在の山梨県甲府市中央）に、豪商・父「忠文」、母「かく」の長男として生まれる。
1879年（明治12年）4月に山梨県立師範学校予科に入学。1881年（明治14年）3月に退校し明倫舎で漢籍を修業。1884年（明治17年）9月に徽典館師範科に入学。1887年（明治20年）3月に卒業し甲府小学校訓導となり1893年（明治26年）10月に退職する。
1910年（明治43年）3月1日から1916年（大正5年）1月まで甲府市会議員を務め、1916年（大正5年）1月15日から1919年（大正8年）6月25日、1922年（大正11年）9月23日から1923年（大正12年）3月14日の2期に渡り、第10代及び第12代の甲府市長を務めている。また、多額納税者による互選により補欠選挙で貴族院議員に互選され、1929年（昭和4年）8月31日から1941年（昭和16年）6月13日まで在任し、研究会に所属した。
実業面においては、甲府商業会議所会頭、第十銀行取締役、山梨貯蓄銀行頭取を務めている。

## 歌人としての活動
妻は甲府の素封家である坂田家出身の正代。忠愛と正代は眼科医で歌人、柳田国男の実兄でもある井上通泰に歌結社「南天荘」の門人で、毎年上京して例会に参加した。忠愛・正代は甲府においても大正年間に佐佐木信綱「竹柏会」の甲府支部を地元歌人らと支え、自らも短歌結社「山梨鴬蛙会」「高砂会」を主催した。歌集として戦後の1959年に次女の淑子が刊行した『楓木抄』がある。
忠愛の和歌は日々の生活を詠んだ歌のほか、1939年（昭和14年）1月に広瀬久忠が山梨県出身者として初めて平沼内閣における大臣（厚生大臣）に就任した際には「国のためつくしゝいさをあらはれていまし大臣とあふかれぬらむ」と詠み、1940年（昭和15年）7月に同じく山梨県出身者の小林一三が第2次近衛内閣の商工大臣に就任した際には「常ならむ時をときとて大臣にと召されしきみのすかた雄ゝしも」と、世辞に関する歌も詠んでいる。

## 親族
- 二女：名取淑子[3]（甲州市塩山の広瀬家から入婿した夫の名取忠彦は山梨中央銀行頭取。）